# Bettina Redlich
Pour les articles homonymes, voir Redlich.
Bettina Redlich, née le 19 décembre 1963 à Innsbruck (Autriche), est une actrice autrichienne.

## Biographie
Dès 14 ans, Bettina Redlich fréquente l'école de théâtre d'Innsbruck puis l'école de musique de Susi Nicoletti à Vienne. Deux ans plus tard, elle joue au Schauspielhaus de Bochum dans la première mondiale de Herbert Achternbuschs Susn. Des engagements théâtraux suivront à Munich, Vienne et Zurich.
Elle incarne de nombreux personnages dans plus de 60 productions télévisées, principalement des séries policières allemandes telles Derrick , Tatort et Le Renard où elle incarne Sabine Kress, la fille du commissaire Leo Kress (Rolf Schimpf) .
En outre, elle joue dans des succès cinématographiques tels le film primé aux Oscars Nowhere in Africa de Caroline Link ainsi que La chute d'Oliver Hirschbiegel.
Bettina Redlich travaille également pour la Bayerischer Rundfunk. Comme actrice de doublage, elle est notamment la voix allemande de Juliette Binoche dans Le Hussard sur le toit et d’Anne Krigsvoll dans la série télévisée Lilyhammer.
L'actrice vit avec sa famille à Haimhausen près de Munich.

## Filmographie

### Au cinéma
- 1981 : Zuhaus in fremden Betten
- 1983 : Einmal die Woche
- 1984 : Die Schöffin
- 1984 : Mensch Bachmann
- 1984 : Rambo Zambo
- 1984 : Soko, brigade des stups
- 1985 : La Clinique de la Forêt-Noire
- 1986 : Inspecteur Derrick
- 1986 : Le Renard
- 1986 : Polizeiinspektion 1
- 1987 : Die Hausmeisterin
- 1987 : Hans im Glück
- 1988 : Der Millionenbauer
- 1988 : Starke Zeiten (de)
- 1990 : Hotel Paradies
- 1991 : Sehnsüchte oder Es ist alles unheimlich leicht
- 1991 : Verkaufte Heimat - Teil 3 - Die Feuernacht
- 1993 : Russige Zeiten
- 1993 : Zug um Zug - Teil 1
- 1994 : Peter und Paul
- 1994 : Verkaufte Heimat - Teil 4 - Komplott
- 1995 : Ein unvergeßliches Wochenende
- 1996 : Der Komödienstadel - Zur Ehe haben sich versprochen
- 1996 : Drei in fremden Betten
- 1997 : Docteur Markus Merthin
- 1997 : Sophie : Schlauer als die Polizei
- 1997 : Trügerische Nähe
- 1998 : Der Bulle von Tölz
- 1998 : Die Ehrabschneider
- 1998 : Die kleine Zauberflöte : Papagena (voix)
- 1999 : Les Enquêtes du professeur Capellari
- 2000 : Fast ein Gentleman
- 2000 : Geschichten aus dem Nachbarhaus : Hoffest
- 2001 : Jenny & Co.
- 2001 : Nulle part en Afrique (Nowhere in Africa) : Mrs. Sadler
- 2001 : Powder Park
- 2001 : Schloßhotel Orth
- 2001 : Thomas Mann et les siens
- 2001 : Wahnsinnsweiber
- 2001 : Wambo
- 2002 : Café Meineid
- 2002 : Der Tod ist kein Beweis
- 2002 : Rex, chien flic
- 2002 : Tatort
- 2003 : Die Rosenheim-Cops
- 2003 : Für alle Fälle Stefanie
- 2003 : Um Himmels Willen
- 2004 : Küstenwache
- 2004 : La Chute : Frl. Constanze Manziarly
- 2004 : Le Temps des cerises
- 2004 : SOKO Kitzbühel
- 2005 : 11er Haus
- 2005 : Grenzverkehr : Frau Schilcher
- 2005 : Quatuor pour une enquête
- 2005 : Une famille en Bavière
- 2006 : Eva Zacharias
- 2007 : Alma ermittelt - Tango und Tod
- 2007 : Beste Zeit : Jos Mama
- 2008 : Beste Gegend : Jos Mutter
- 2008 : Liesl Karlstadt & Karl Valentin
- 2009 : Am Seil
- 2009 : Auf dem Nockherberg
- 2009 : Die Rebellin
- 2010 : Aber jetzt erst recht
- 2010 : Die Posthalter-Christl
- 2010 : Eine Sennerin zum Verlieben
- 2010 : Garmischer Bergspitzen
- 2011 : Herzflimmern - Liebe zum Leben
- 2011 : Qui, à part nous : Vermieterin
- 2011 : SOKO Donau
- 2012 : Die Garmisch-Cops
- 2012 : Kommissarin Lucas
- 2012 : Schnell ermittelt
- 2013 : Bad Fucking : Karin Hintersteiner
- 2014 : Fräulein Klara
- 2015 : Der Komödienstadel : Agent Alois
- 2015 : München 7
- 2016 : Almuth und Rita räumen auf
- 2017 : Der Komödienstadel : Rock'n'Roll im Abendrot
- 2017 : Metalfarm
- 2018 : Der Komödienstadel : Odel verpflichtet